# Netoxena nana
Netoxena là một chi bướm đêm đã tuyệt chủng thuộc họ Eolepidopterigidae, chi này chỉ có một loài, Netoxena nana, được phát hiện hóa thạch ở Brasil.
Ban đầu chi này được đặt danh pháp là Xena Martins-Neto (1999); tuy nhiên, danh pháp này dược biết đến nhiều hơn bởi chi ruồi Xena Nartshuk (1964). Chúng được thay thế bằng danh pháp Netoxena vào năm 2012.